# Имамутдинов, Магсум Имамутдинович
Магсум Имамутдинович Имамутди́нов (1898 — 11 марта 1945) — сапёр 76-го отдельного штурмового инженерно-сапёрного батальона 16-й штурмовой инженерно-сапёрной бригады 1-го Украинского фронта, рядовой. Герой Советского Союза (1945).

## Биография
Родился в 1898 году в деревне Кызыл-Яр Бирского уезда Уфимской губернии (ныне Янаульского района Башкортостана) в крестьянской семье. Татарин. Образование начальное. Работал плотником в колхозе «Буй» Янаульского района.
В Красную Армию призван 30 октября 1941 года Янаульским райвоенкоматом Башкирской АССР. На фронтах Великой Отечественной войны с февраля 1942 года.

## Подвиг
Сапёр 76-го отдельного штурмового инженерно-сапёрного батальона (16-я штурмовая инженерно-сапёрная бригада, 1-й Украинский фронт) красноармеец Имамутдинов М. И. совершил подвиг при постройке 30-тонного моста через реку Одер в районе населённого пункта Грошовиц (Грошовице, ныне в черте города Ополе, Польша).
2 февраля 1945 года Магсум Имамутдинов вместе с другими бойцами, стоя в холодной воде, устанавливал рамные опоры на фарватере реки. Когда в результате сильного артиллерийского и миномётного огня противника лёд на реке был разбит, и установка рам без плавсредств оказалась невозможной, — М. И. Имамутдинов бросился в ледяную воду и вместе с другими бойцами, последовавшими его примеру, установил раму на место. Благодаря этому сборка моста для пропуска тяжёлой боевой техники и пехоты была закончена досрочно.
Указом Президиума Верховного Совета СССР от 10 апреля 1945 года за образцовое выполнение заданий командования и проявленные мужество и героизм в боях с немецко-фашистскими захватчиками красноармейцу Имамутдинову Магсуму Имамутдиновичу присвоено звание Героя Советского Союза.
Но не суждено было бойцу-сапёру узнать о высшей награде Родины: 11 марта 1945 года в одном из боёв он погиб.
Был похоронен в деревне Хальбендорф, ныне дзельница Półwieś польского города Ополе.

## Награды
- Медаль «Золотая Звезда» Героя Советского Союза (10.04.1945)[1].
- Орден Ленина (10.04.1945).
- Медаль «За отвагу» (02.09.1944)[2].